# Royaume de Hatra
IIe siècle av. J.-C. – 241 (Chute de Hatra)
Entités précédentes :
- Empire Séleucide

Entités suivantes :
- Empire Sasanien

Le royaume de Hatra, également appelé royaume d'Arabaya ou d'Araba, est un royaume arabe de l'Antiquité situé entre l'Empire romain et l'Empire parthe, principalement sous la suzeraineté parthe,, dans l'actuel nord de l'Irak.

## Étymologie
Le nom de « Hatra » apparaît plusieurs fois dans des inscriptions en araméen hatréen (en) signifiant probablement « enceinte, haie, clôture ».

## Histoire
L'histoire de Hatra avant l'Empire parthe reste obscure. Il a été suggéré qu'un établissement y a été fondé sous l'Empire néo-assyrien ou l'Empire achéménide, mais cela reste spéculatif. Les premières mentions connues de Hatra datent de la fin du Ier siècle av. J.-C.. Les premiers dirigeants de Hatra utilisent le titre de marya (« seigneur »), mais, à partir des années 170, ils adoptent le titre de malka (« roi »), souvent sous la forme « Roi des Arabes »,. Cette élévation de la titulature est considérée comme liée à l'incorporation romaine d'Édesse en 165, qui fait de Hatra la partie la plus occidentale de l'Empire parthe, et donc d'une importance stratégique accrue.
Au cours des Ier et IIe siècles, Hatra est dirigée par une dynastie de princes arabes. La ville gagne en importance en tant que capitale de Hatra et devient un centre religieux majeur, grâce à sa position stratégique le long des routes de commerce caravanières. Hatra est l'un des premiers États arabes établis en dehors de la péninsule arabique, précédé par Osroène (132 av. J.-C.–216 ap. J.-C.) et le royaume d'Émèse (64 av. J.-C.– IIIe siècle), et suivi par les Ghassanides (220–638) et les Lakhmides (300–602), États tampons respectivement des empires romain et sassanide.

Hatra résiste aux sièges des empereurs romains Trajan et Septime Sévère, ainsi qu'au roi sassanide Ardachîr Ier. Le royaume tombe finalement après la Chute de Hatra face aux Sassanides sous Chapour Ier, qui détruit la ville.

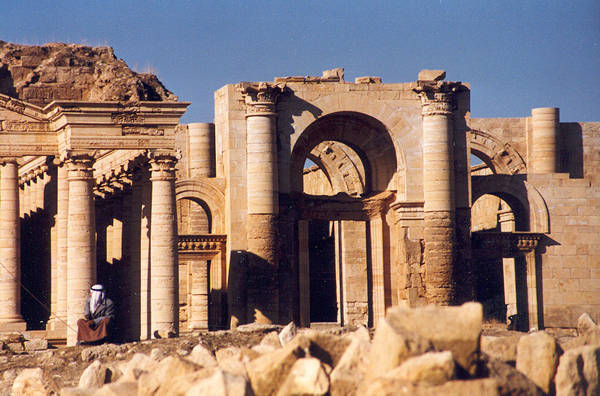
Ruines de Hatra

## Culture
Hatra fait partie de la « communauté parthe », un terme utilisé par les historiens pour désigner des cultures sous contrôle parthe mais principalement peuplées de non-Iraniens. Bien que la langue hatréenne et ses cultes soient très similaires à ceux du reste du monde araméophone en Mésopotamie et en Syrie, l'Empire parthe a fortement influencé la culture et le système politique de Hatra, comme l'attestent les découvertes épigraphiques et archéologiques.
De nombreux titres parthes y sont attestés, certains également employés, avec de légères variantes, en Arménie et en Parthie. Parmi ces titres, on retrouve naxwadār (attesté aussi en arménien sous la forme naxarar), qui semble être utilisé comme nom personnel à Hatra. D'autres titres incluent pasāgrīw (héritier présomptif), bidaxsh (possiblement vice-roi), asppat (chef de la cavalerie), ašpazkan (chambellan), hadarpat (peut-être chiliarque), naxširpat (chef de la chasse), et dahicpat, un mot utilisé comme épithète du dieu Nergal. Ces titres ne sont pas exclusivement parthes, certains semblant dériver de l’ancien perse. Cependant, leur présence dans toutes les régions occidentales de l'Empire parthe indique que la cour de Hatra était structurée pour imiter celle de la cour royale parthe.
Comme dans le reste de la communauté parthe, les noms personnels iraniens sont également bien attestés à Hatra. La famille dirigeante adopte des noms utilisés par les rois arsacides, tels que Worod, Walagash et Sanatruq. La population locale porte des vêtements parthes, utilise des bijoux parthes et arbore des armes parthes.
Divers dieux sont honorés dans le royaume, incluant des divinités suméro-akkadiennes, grecques, araméennes et arabes.

## Liste des dirigeants
| Nom | Nom         | Titre       | Date             | Portrait | Note                                                                                         |
| --- | ----------- | ----------- | ---------------- | -------- | -------------------------------------------------------------------------------------------- |
| 1   | Worod       | mry´        |                  |          |                                                                                              |
| 2   | Ma’nu       | mry´        |                  |          |                                                                                              |
| 3   | Elkud       | mry´        | 155/156          |          |                                                                                              |
| 4   | Nashrihab   | mry´        | 128/29 - 137/38  |          |                                                                                              |
| 5   | Nasru       | mry´        | 128/29 - 176/77  |          |                                                                                              |
| 6   | Vologash I  | mry´ et mlk |                  |          |                                                                                              |
| 7   | Sanatruq I  | mry´ et mlk | 176/177          |          | Règne conjointement avec Wolgash I                                                           |
| 8   | Wolgash II  |             |                  |          |                                                                                              |
| 9   | Abdsamiya   | mlk         | 192/93 - 201/202 |          | Soutien de l'empereur Pescennius Niger                                                       |
| 10  | Sanatruq II | mlk         | 207/08 - 229/230 |          | Devient un vassal des Romains sous le règne de Gordien III durant les guerres perso-romaines |

### Sources
- Matthew Canepa, The Iranian Expanse: Transforming Royal Identity Through Architecture, Landscape, and the Built Environment, 550 BCE–642 CE, Oakland, University of California Press, 2018 (ISBN 9780520379206)
- Albert de Jong, « Hatra and the Parthian Commonwealth », Oriens et Occidens – Band 21,‎ 2013, p. 143–161 (lire en ligne )
- Klaas Dijkstra, Life and loyalty: a study in the socio-religious culture of Syria and Mesopotamia in the Graeco-Roman period based on epigraphical evidence, vol. 128, Brill, coll. « Religions in the Graeco-Roman world », 1995 (ISBN 90-04-09996-4)
- Uwe Ellerbrock, The Parthians: The Forgotten Empire, Oxford, Routledge, 2021 (ISBN 978-0367481902, lire en ligne)
- Leonardo Gregoratti, King of the Seven Climes: A History of the Ancient Iranian World (3000 BCE - 651 CE), UCI Jordan Center for Persian Studies, 2017, 1–236 p. (ISBN 9780692864401, lire en ligne), « The Arsacid Empire »
- Ted Kaizer et Olivier Hekster, Frontiers in the Roman World: Proceedings of the Ninth Workshop of the International Network Impact of Empire, Brill, 2011, 1–392 p. (ISBN 9789004215030, lire en ligne)
- Enrico Marcato, Personal Names in the Aramaic Inscriptions of Hatra, Digital Publishing, 2018 (ISBN 9788869692314)
- Michał Marciak, Sophene, Gordyene, and Adiabene: Three Regna Minora of Northern Mesopotamia Between East and West, BRILL, 2017 (ISBN 9789004350724, lire en ligne)
- Michael Sommer: Hatra. Geschichte und Kultur einer Karawanenstadt im römisch-parthischen Mesopotamien. von Zabern, Mainz 2003,  (ISBN 3-8053-3252-1), p. 23.
- Maurice Sartre, The Middle East Under Rome, Harvard University Press, 2005 (ISBN 9780674016835, lire en ligne)
- Rüdiger Schmitt, « Hatra », dans Encyclopaedia Iranica, Vol. XII, Fasc. 1, 2003, 58–61 p. (lire en ligne)